# Baixira (nom)
Baixira (àrab: بشيرة, Baxīra) és un nom femení àrab que significa ‘portadora de bones noves', ‘missatgera’. Si bé Baixira és la transcripció normativa en català del nom en àrab clàssic, també se'l pot trobar transcrit Bashira, Basheera, Bachira. Aquest nom l'usen tant àrabs cristianes com musulmanes; de la mateixa manera, com a nom nom islàmic, també el duen musulmanes no arabòfones que l'han adaptat a les característiques fòniques i gràfiques de la seva llengua.
La forma masculina del nom és Baixir.